# 3. Rundfunk-Urteil
Das 3. Rundfunk-Urteil des Bundesverfassungsgerichtes vom 16. Juni 1981 bezeichnet in der deutschen Rechtswissenschaft das dritte in einer Reihe von zwölf Urteilen des BVerfG zur Rundfunkfreiheit. Zentraler Begriff dieses Urteils ist die „Freie Rundfunk AG in Gründung“ (FRAG). Das Urteil gilt als Meilenstein auf dem Weg zu einer dualen Rundfunkordnung. (Fundstelle: BVerfGE 57, 295ff-FRAG).

## Sachverhalt
1964 hatte das Saarland als erstes und einziges Bundesland die gesetzlichen Möglichkeiten für die Veranstaltung von privaten Rundfunksendungen (Hörfunk und Fernsehen) geschaffen. Daraufhin beantragte die „Freie Rundfunk Aktiengesellschaft“ (FRAG) eine nach diesem Gesetz vorgeschriebene Konzession. Dieser Antrag wurde von der Landesregierung abgelehnt, um den Saarländischen Rundfunk zu schützen. Dieser würde bei Zulassung privater Rundfunkveranstalter durch zu erwartende Verluste an Werbeeinnahmen in ernste Existenzschwierigkeiten geraten, so die Ablehnungsbegründung der Landesregierung.

## Zusammenfassung des Urteils
Vom angerufenen Verwaltungsgericht des Saarlandes wurde das Verfahren ausgesetzt und dem Bundesverfassungsgericht vorgelegt. Dieses entschied, dass die vom Verwaltungsgericht beanstandeten Regelungen mit der Rundfunkfreiheit unvereinbar seien, da sie keine verfassungsmäßige Regelung des Zugangs zur Veranstaltung privater Rundfunksendungen in deutscher Sprache enthielten, die Frage der Auswahl gänzlich ungeregelt ließen und in ihren Bestimmungen über den dort vorgesehenen Beirat keine Gewähr dafür böten, dass die gesellschaftliche relevanten Kräfte in den Organen der Veranstalter hinreichenden Einfluss hätten und im Gesamtprogramm zu Wort kommen könnten.
Um die Meinungsvielfalt zu sichern, schrieb das Verfassungsgericht entweder eine binnenpluralistische oder eine außenpluralistische Struktur vor. Bei der binnenpluralistischen Struktur spiegelt sich die Vielfalt der Meinungsrichtungen in der Zusammensetzung der Kontrollräte innerhalb eines Rundfunkveranstalters wider. In diesem Fall soll bereits der einzelne Sender möglichst alle Meinungsrichtungen der gesellschaftlich relevanten Kräfte abdecken.
Bei der außenpluralistischen Struktur dagegen wird die Meinungsvielfalt durch die Vielfalt der Sender erreicht. In diesem Fall muss die Landesmedienanstalt durch geeignete Auswahl der Veranstalter dafür sorgen, dass das Gesamtangebot der inländischen Programme der bestehenden Meinungsvielfalt entspricht. Die einzelnen Sender müssen allerdings auch in diesem Fall ein Mindestmaß an Sachlichkeit und gegenseitiger Achtung gewährleisten.

## Folgen des Urteils
In der Folge wurden auch von den anderen Bundesländern Gesetze zur Veranstaltung privaten Rundfunks (Landesmediengesetze) geschaffen, die sich an den Vorgaben des FRAG-Urteils ausrichten.